# Вэлли Пэрейд
«Вэлли Пэрейд» (англ. Valley Parade) — футбольный стадион, расположенный в Брадфорде, графство Уэст-Йоркшир. Является домашним стадионом клуба «Брэдфорд Сити» с 1903 года и вмещает более 25 000 зрителей.

## История
Изначально был построен по заказу регбийного клуба «Мэннингем» в 1886 году.
Первая реконструкция произошла в 1908 году под руководством архитектора Арчибальда Литча по случаю выхода «Брэдфорда» в Первый дивизион. В 1911 году был установлен рекорд посещаемости на стадионе, который держится до сих пор, — на игре Кубка Англии с «Бернли» присутствовали 39 146 зрителей.

### Пожар
11 мая 1985 года на стадионе произошел пожар, жертвами которого стали 56 человек, 265 человек получили ранения. Судебный эксперт Дэвид Вулли сделал вывод, что причиной пожара оказалась сигарета или спичка, которая упала в зазор между сиденьями в пустоту под трибунами, где загорелся разбросанный там мусор.